# وليام كينغ غريغوري
 وليام كينغ غريغوري (19 مايو 1876 – 29 ديسمبر 1970) كان عالم حيوانأمريكي، عرف بكونه عالم رئيسيات وحفريات. وكان خبيرًا في أسنان الثدييات، ومساهم رئيسي في نظريات التطور. إضافة إلى ذلك كان نشطًا في تقديم أفكاره للطلاب والجمهور من خلال الكتب ومعارض المتاحف.

## روابط خارجية
- وليام كينغ غريغوري على موقع الموسوعة البريطانية (الإنجليزية)